# Pevnost Königstein
Königstein (zastarale česky někdy Králův kámen) je pevnost na stolové hoře Königstein nad stejnojmennou obcí na levém břehu Labe v zemském okrese Saské Švýcarsko-Východní Krušné hory. Na náhorní plošině, která se nachází 240 metrů nad hladinou Labe, je zpřístupněn od roku 1955 vojenský historický skanzen o rozloze 9,5 hektarů. Z pískovcového kamene jsou vyzděny 1 800 metrů dlouhé a až 42 metrů vysoké hradby pevnosti. Uprostřed opevnění se nachází 152,5 metrů hluboká studna – nejhlubší v Sasku a druhá nejhlubší v Německu, která se řadí mezi nejhlubší studny světa.

## Historie

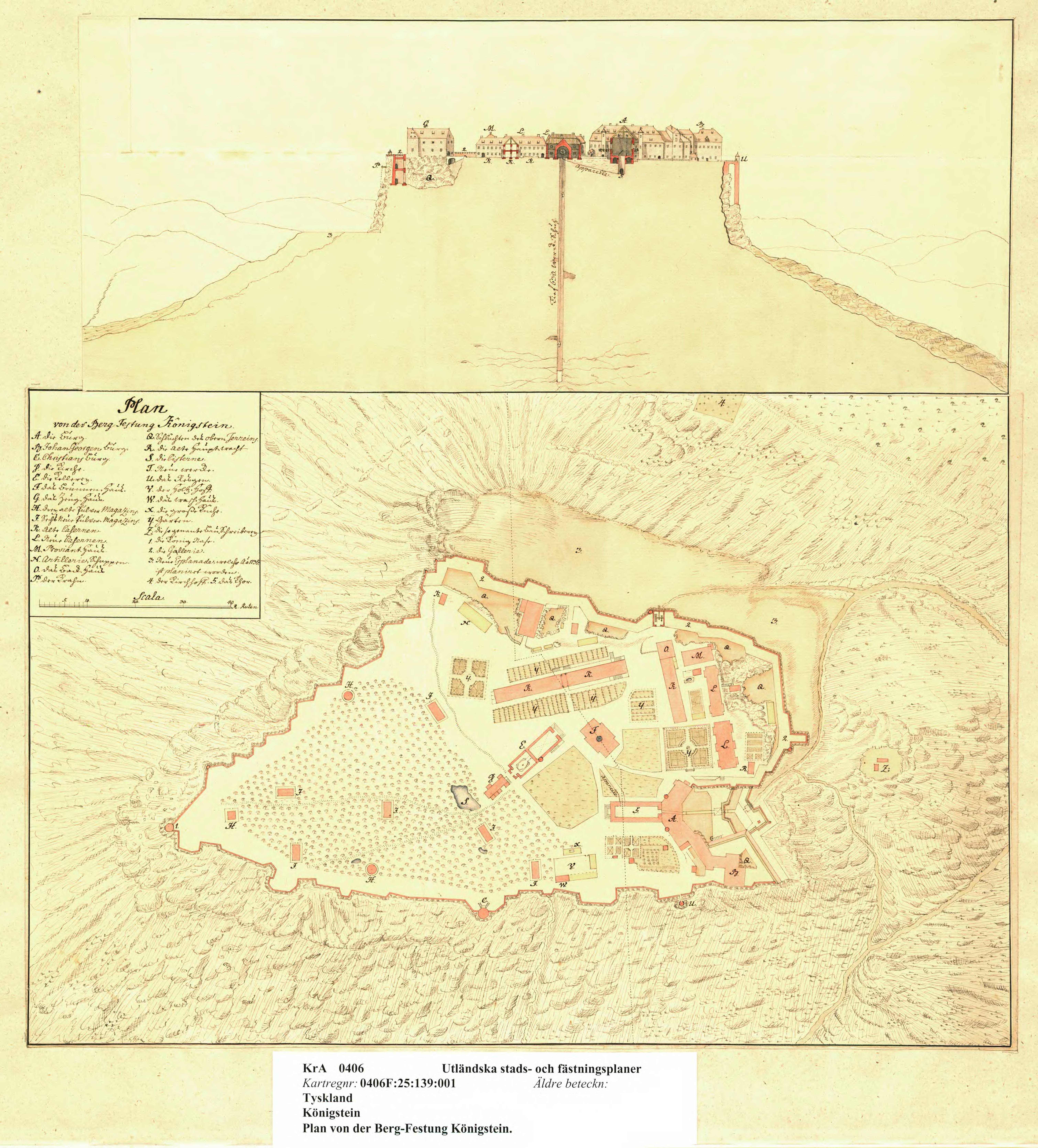
Plán pevnosti z roku 1690

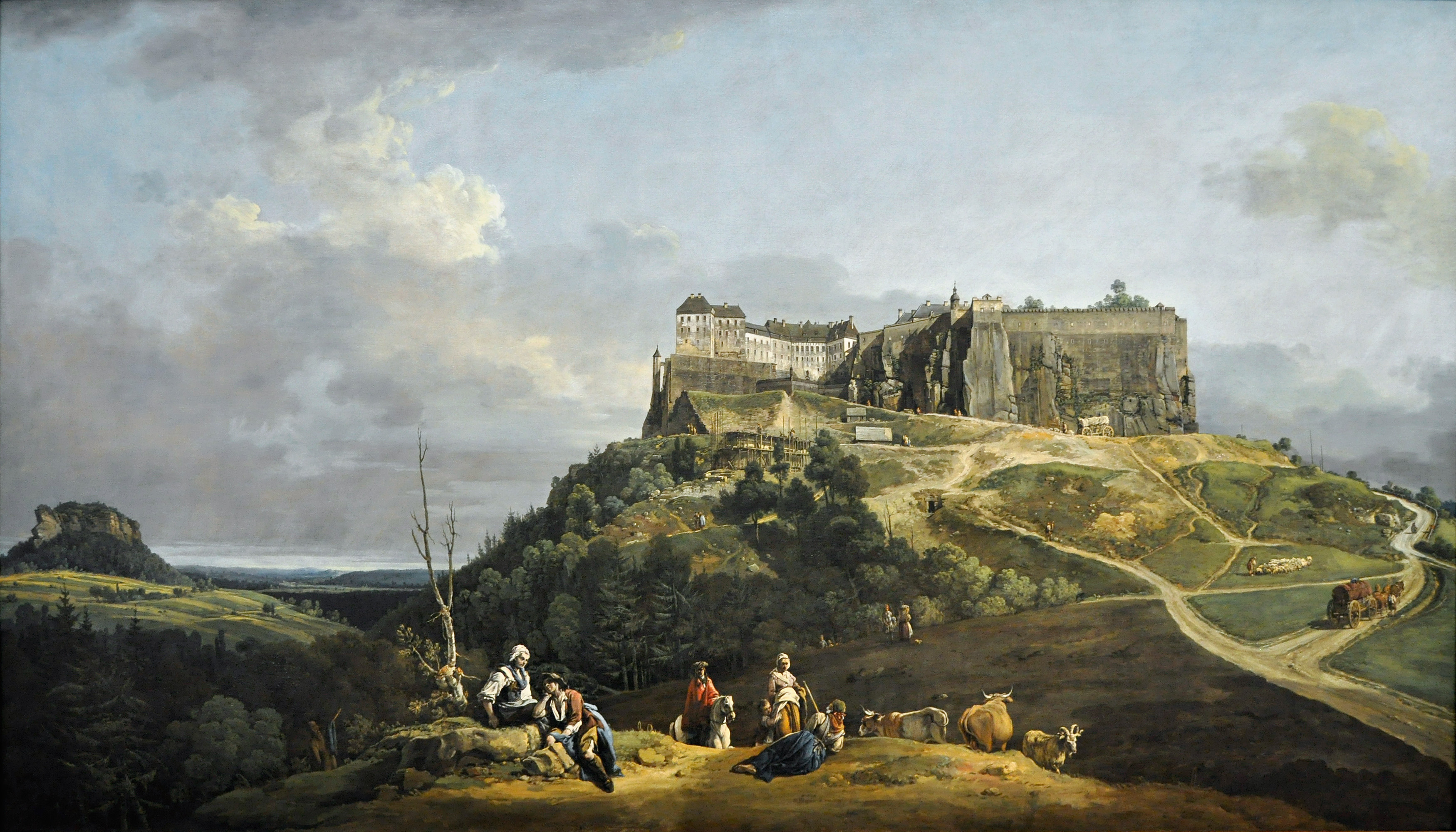
Obraz pevnosti Königstein malíře Bernarda
Bellotta z let 1756–1758

Již zhruba od 12. století byly na Königsteinu postaveny kamenné stavby. Nejstarší dochovanou stavbou pevnosti je hradní kaple z přelomu 12. a 13. století.
Pravděpodobně nejstarší psanou zmínku o hradu lze nalézt na dekretu českého krále Václava I. z roku 1233, ve které je uvedeno jméno purkrabího hradu Gebharda vom Stein. Ve středověku hrad náležel k Českému království. První zmínka přímo o hradu Königstein se objevuje až na tzv. Hornolužické hraniční listině z roku 1241, kterou stvrdil Václav I. in lapide regis (na kameni krále). Tato listina určovala hranice mezi slovanskou Horní Lužicí, Míšeňskou nížinou a Děčínským územím.
Königstein byl sice na všech třech krajích nezávislý, ale patřil k državám zemí Koruny české a pod jeho kontrolou byla tzv. severní obchodní cesta. Sloužil také jako nástupní pevnost českého území až k sousednímu údolí řeky Müglitz, u kterého ležel strategicky významný hrad Donín.
Poté, co byla tvrz v Jílovém roku 1348 měšťany z Ústí zbořena, císař Svaté říše římské a král český Karel IV. kontroloval z pevnosti Königstein i jižní území. V pevnosti pobýval Karel IV. mezi 5. až 19. srpnem 1359 a podepsal zde privileje pro lodní dopravu.

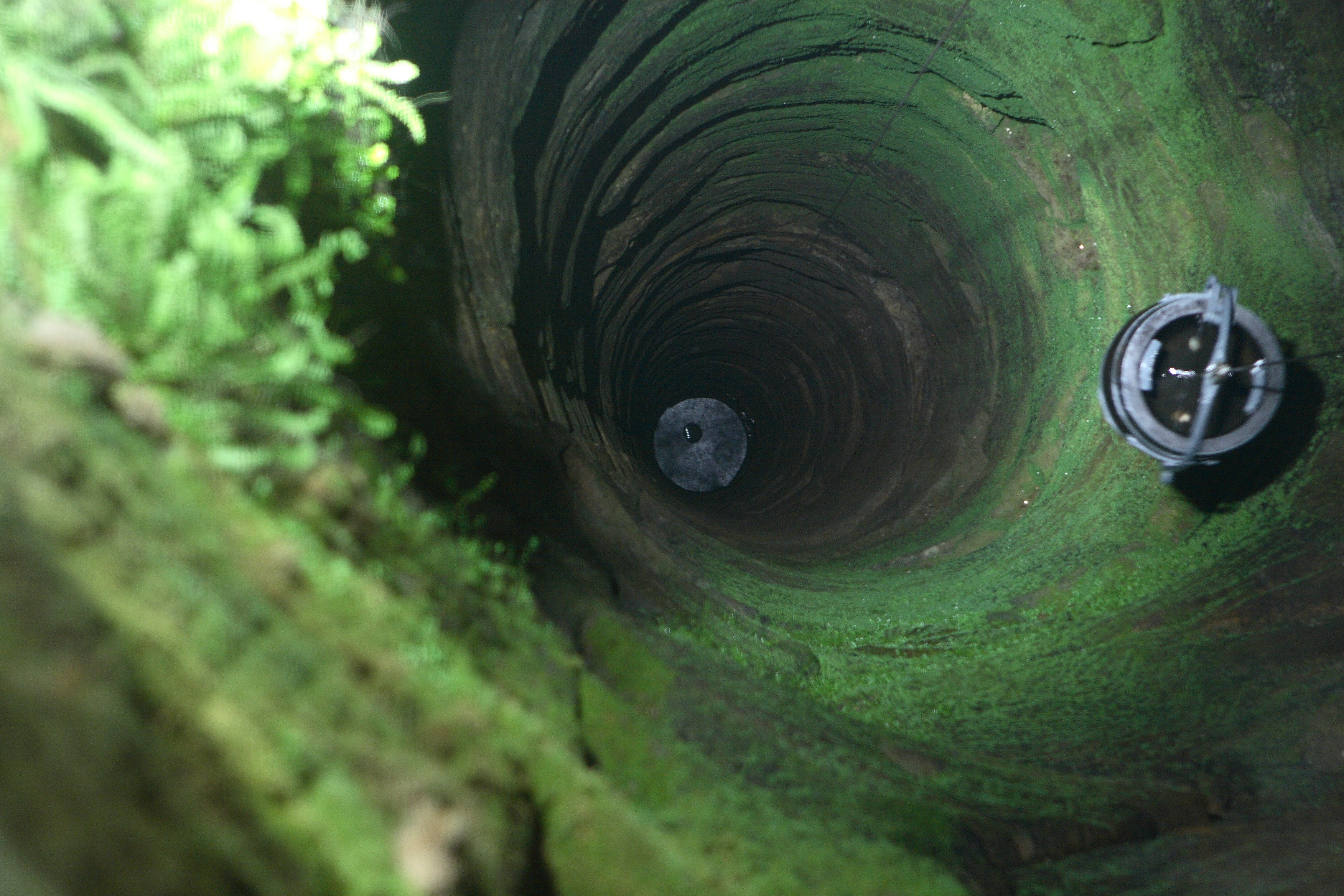
Hradní studna

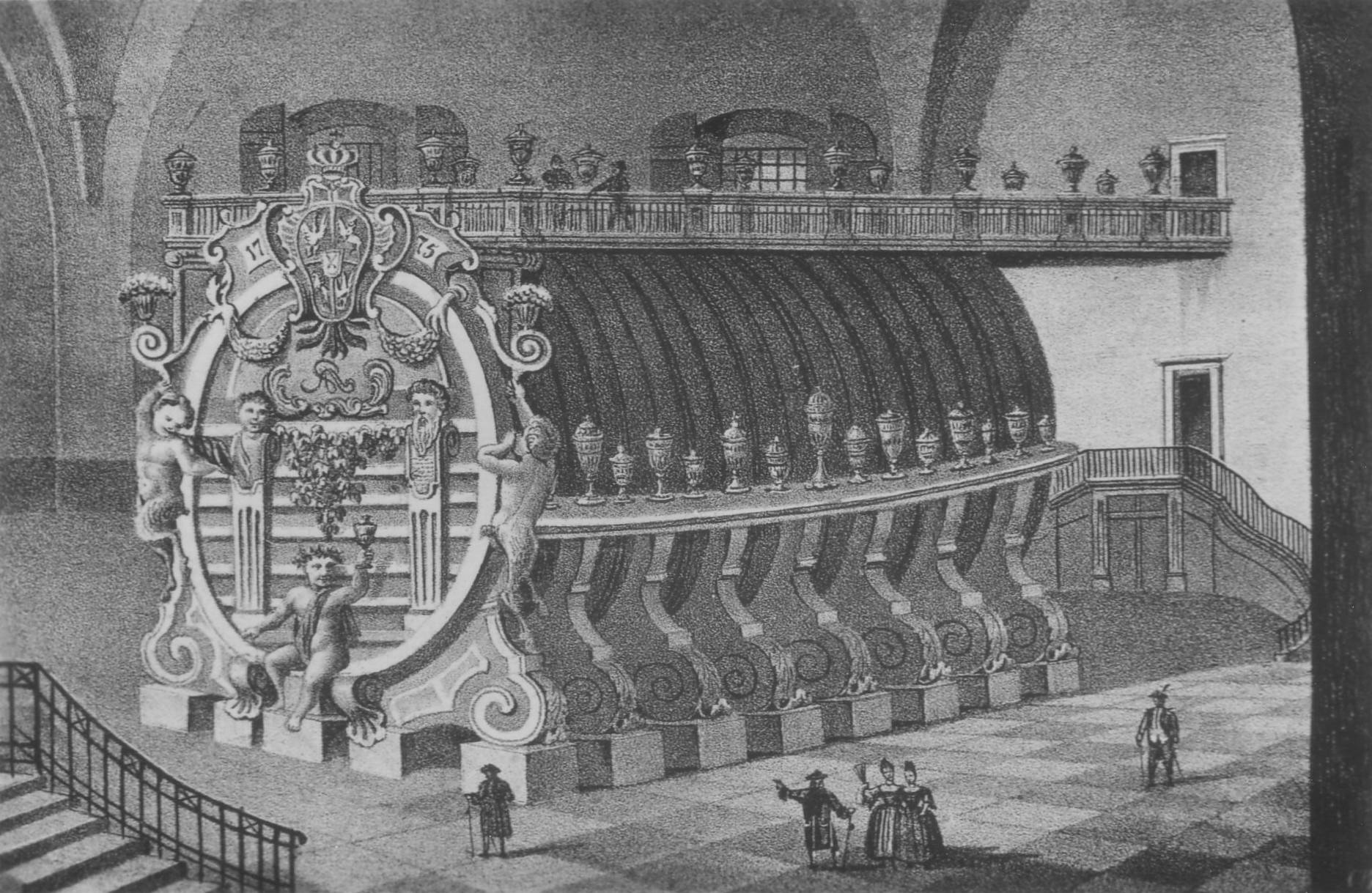
Obrovský královský vinný sud

Oba hrady Königstein i Donín byly v následujících padesáti letech několikrát zastaveny. Roku 1385 propuká dlouholetý Spor o Donín, kdy se na stranu nepřátel vlastníků staví i markrabě Vilém I. Míšeňský. Vyvrcholením bylo dobytí hradu a Königstein tak přešel roku 1408 do majetku starého saského šlechtického rodu Wettinů.
Podle Smlouvy z Chebu z 25. dubna 1459 byla ustanovena česko-saská hranice s hraničním přechodem Königstein za přispění míšenského markraběte. Na rozdíl od ostatních saských pevností byl Königstein užíván vévody a kurfiřty spíše jako vojenské sídlo.
Vévoda Jiří Vousatý, zapřisáhlý odpůrce reformace, založil roku 1516 na hradě Königsteinu Klášter chvály Mariina zázraku obývaný mnichy celestinského řádu. Po jeho smrti v roce 1524 byl klášter zrušen, protože Sasko bylo evangelické.
Zpočátku byla na hradě voda získávána z rezervoárů na dešťovou vodu. Až v letech 1563–1569 byla vyhloubena studna hluboká 152,5 metrů. Při stavbě byla denně vytěžena hornina o objemu 8 kubických metrů.
Mezi lety 1589 a 1591/97 nechal Kristián I. Saský a jeho nástupce rozšířit hradní opevnění tak, že se pevnost stala nejsilnější v Sasku. To bylo zčásti zapříčiněno i vhodným umístěním na stolové hoře a obklopením vysokými kamennými zdmi.
Vznikly tak i stavby jako Vstupní budova s branou, Střelecký obranný objekt, Stará kasárna, Friedrichsburg a Stará zbrojnice. Následovala druhá stavební úprava v letech 1619–1681, kdy byly postaveny dělostřelecké baterie Jana Jiřího před hradem Jana Jiřího. Jako třetí etapa se počítá období od 1694 do 1756, ve kterém byly rozšířeny Staré kasárna.
V letech 1722 až 1725 stavěli bednáři na žádost Augusta II. Silného ve sklepení Magdalenina hradu obrovský Královský vinný sud s objemem 249 838 litrů. Náklady na výrobu obřího sudu byly vyčísleny na 8230 tolarů 18 grošů a 9 feniků. Sud byl naplněn vínem z Míšeňské oblasti, a to pouze jednou, poté musel být v roce 1818 z havarijních důvodů odstraněn.
Stavební činnost na rozsáhlé náhorní planině pokračovala i v následujícím období. V roce 1631 postavený Janův sál byl přebudován v roce 1816 na Novou zbrojnici. Magdalenin hrad byl přestavěn na Skladiště proviantu s posilujícím opevněním proti ostřelování. Ze starého proviantního skladu byly zřízeny kasárna. V letech 1854 a 1855 byla vybudována Klenotnice.
Poslední rozsáhlá stavební úprava byla provedena v letech 1870 až 1895. Po roce 1871 byla pevnost zahrnuta do obranného systému Německé říše. Byla proto zřízena dělostřelecká stanoviště po celém obvodu pevnosti jako obrana pro případné útoky.

## Vojenský význam pevnosti

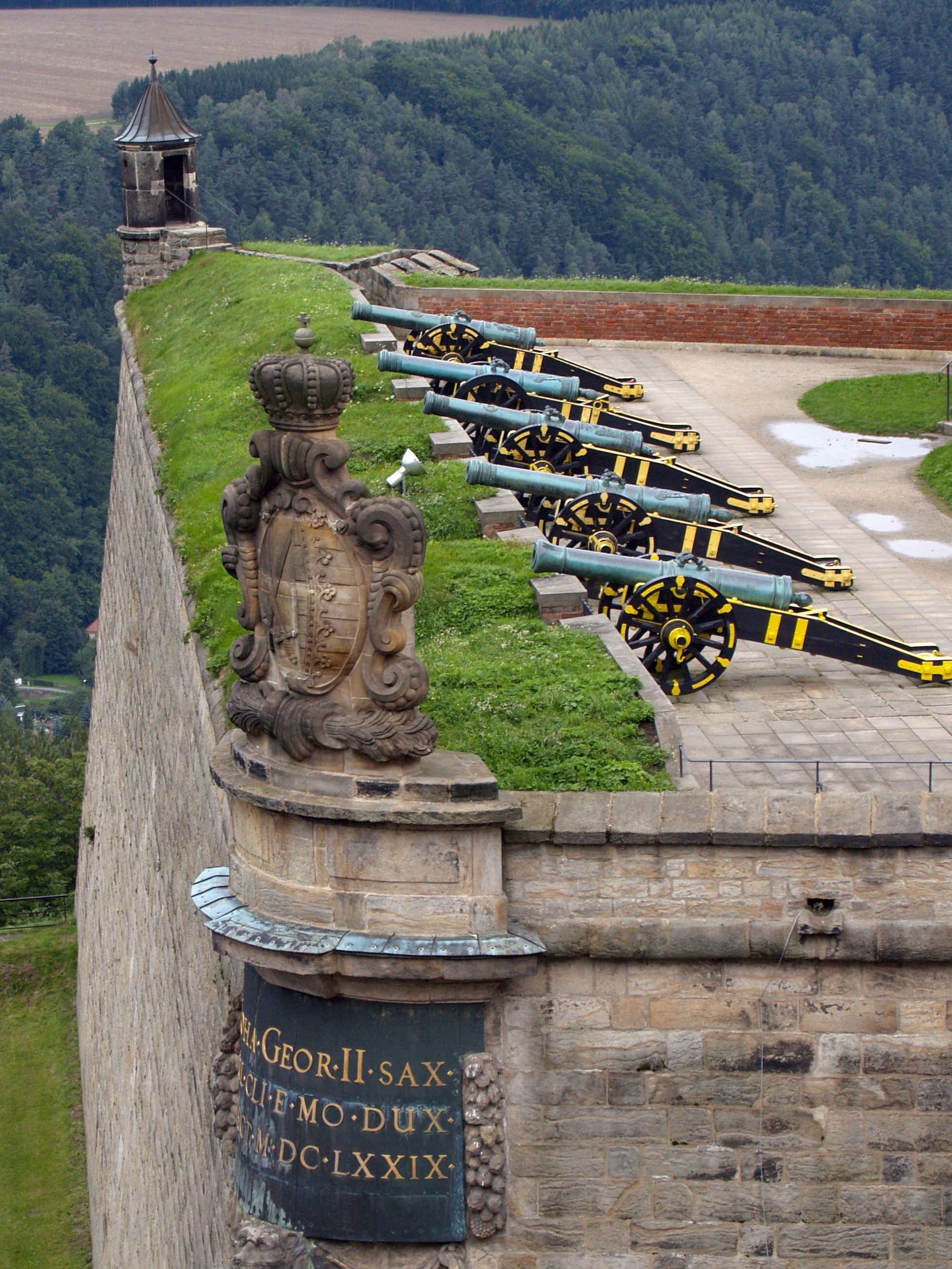
Baterie Jana Jiřího

Pevnost sice hrála významnou roli v dějinách Saska, ale menší roli ve vojenských událostech. Saští vévodové a kurfiřti využívali pevnost jako bezpečné místo ve válečných časech, jako lovecký zámek či letohrádek, ale i jako státní vězení.
Skutečný vojenský význam byl spíše nepatrný, ačkoli někteří generálové jako např. Johann Eberhard von Droste zu Zützen (1662–1726) odtud veleli svým armádám.
Tak mohl kurfiřt Fridrich August II. v sedmileté válce jen bezmocně přihlížet z Königsteinu, jak hned na začátku války v roce 1756 Saská armáda ležící na druhé straně Labe na úpatí Liliensteinu bez boje kapituluje před Pruskou armádou.
Velitel pevnosti od roku 1753 byl saský kurfiřtský generálporučík Michael Lorenz von Pirch. Před branami jeho pevnosti proběhl v srpnu 1813 boj o Krietzschwitz (část Pirny). Jeho několik důležitých rozhodnutí ovlivnilo Bitvu u Chlumce a Bitvu národů u Lipska.
V říjnu 1866 byl ustanoven velitelem pevnosti Alexander von Rohrscheidt (1808–1881). Vývoj dalekonosných děl na konci 19. století pro tuto pevnost byl z vojenského hlediska již zbytečný. Poslední velitel pevnosti Königstein byl podplukovník Heinicke.
Pevnost byla využívána také pro úschovu státních rezerv a tajných archivů. V letech 1756 a 1813 byly v pevnosti ukryty umělecké předměty a poklad z Drážďan. Stejně tak během druhé světové válce byly podobně využity kasematy pevnosti. Protože pevnost nikdy nebyla použita ke svému účelu a ve spojení s příliš rozsáhlou a nákladnou výstavbu byla oceněna kurfiřtem Christian I. jako odstrašující příklad.
Pouze kominický tovaryš Sebastian Abratzky dobyl pevnost v roce 1848 horolezeckým výstupem po pískovcových skalách  (saský stupeň obtížnosti IV). Jím využitá skalní štěrbina byla po něm pojmenována jako Abratzkého komín.

## Pevnost jako vězení

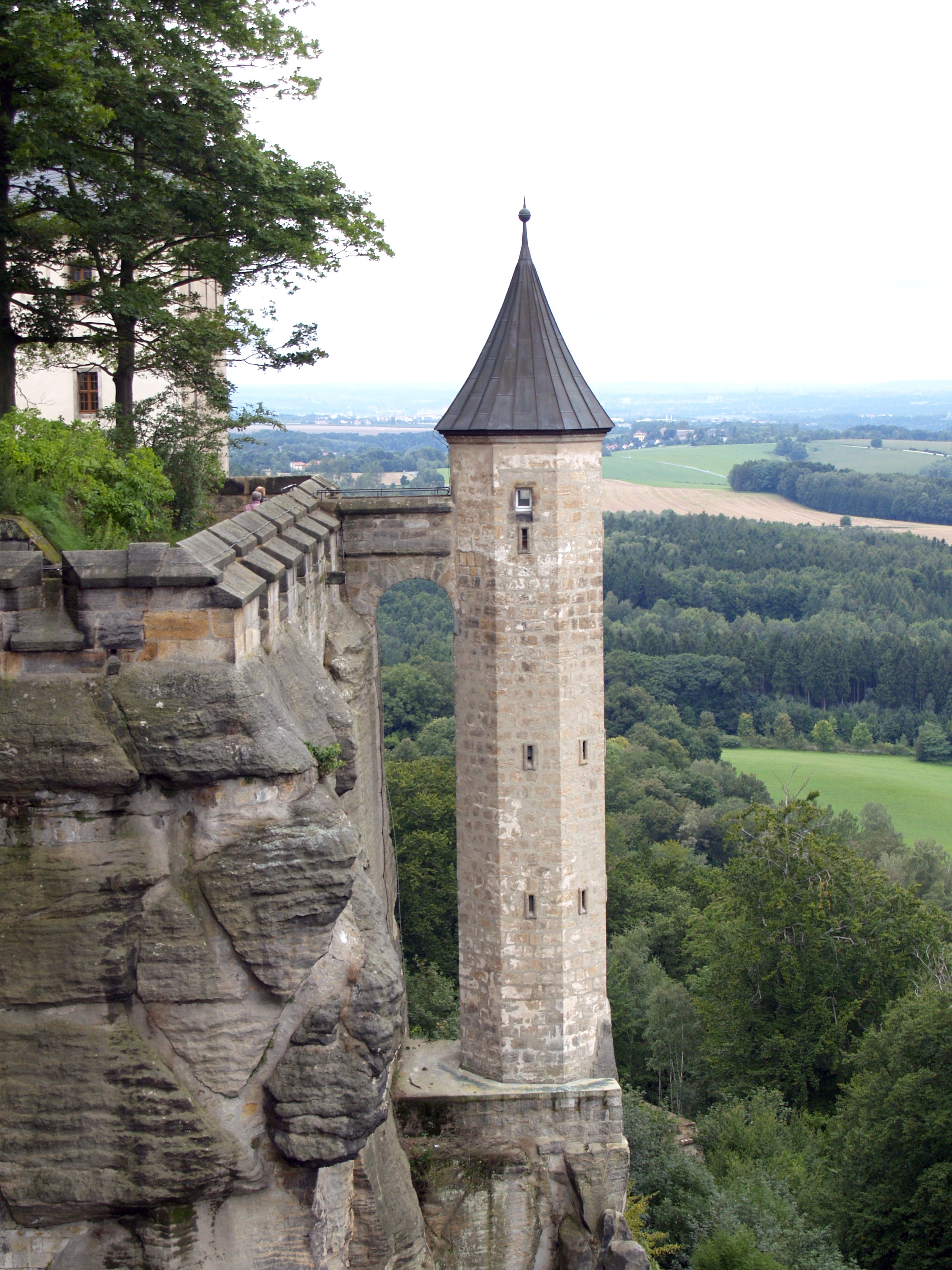
Hladomorna

Pevnost byla obávaným státním vězením od roku 1591, kdy přivítala prvního vězně Nikolause Krella, až do roku 1922.
Během Prusko-francouzské války a obou světových válek byla pevnost využívána i jako tábor válečných zajatců. Po druhé světové válce využívala pevnost jako lazaret Rudá armáda.
Od roku 1949 do roku 1955 byla pevnost využívána jako ústav pro převýchovu jednak mládeže odsouzené k výkonům trestu a jednak mladistvých, kteří nenaplňovali představy socialistické společnosti.
Výběr z vězňů pobývajících v pevnosti:
- Nikolaus Krell 1591–1601, kancléř Kurfiřtského Saska
- Wolf Dietrich hrabě z Beichlingenu 1703–1709, velkokancléř a nejvyšší maršálek Kurfiřtského Saska
- Franz Conrad Romanus 1705–1746, starosta Lipska
- Johann Friedrich Böttger 1706–1707, jehož zde navštěvoval Ehrenfried Walther von Tschirnhaus objevitel výroby evropského porcelánu
- Johann Reinhold von Patkul 1706–1707, livonský státník
- Karl Heinrich Graf von Hoym 1734–1736, saský ministr vlády, který spáchal ve své cele sebevraždu
- Michail Alexandrovič Bakunin 1849–1850, ruský anarchista a revolucionář
- August Bebel 1872–1874, německý politik, předseda SPD
- Thomas Theodor Heine 1899, karikaturista a malíř
- Frank Wedekind, 1899–1900, spisovatel a herec
- Henri Giraud 1940–1942, francouzský generál, jemuž se zdařil útěk z pevnosti

Plánek skanzenu z roku 2006: (a) příjezdová cesta, (b) parkoviště, (c) výtah na hradby, (d) výstup k bráně, (e) Červený most, (f) Roh s věží, (g) Hrad Jana Jiřího, (h) hladomorna, (i) Nová zbrojnice, (j) Studniční dům, (k) Klenotnice, (l) Kasárna A / Stará kasárna, (m) skladiště proviantu / Magdalenin hrad, (n) sklad dělostřelectva, (o) strážní věže, (p) Králův nos, (q) Plošina dubu blesků, (r) posádkový kostel, (s) Friedrichsburg

## Pevnost jako vojenský skanzen

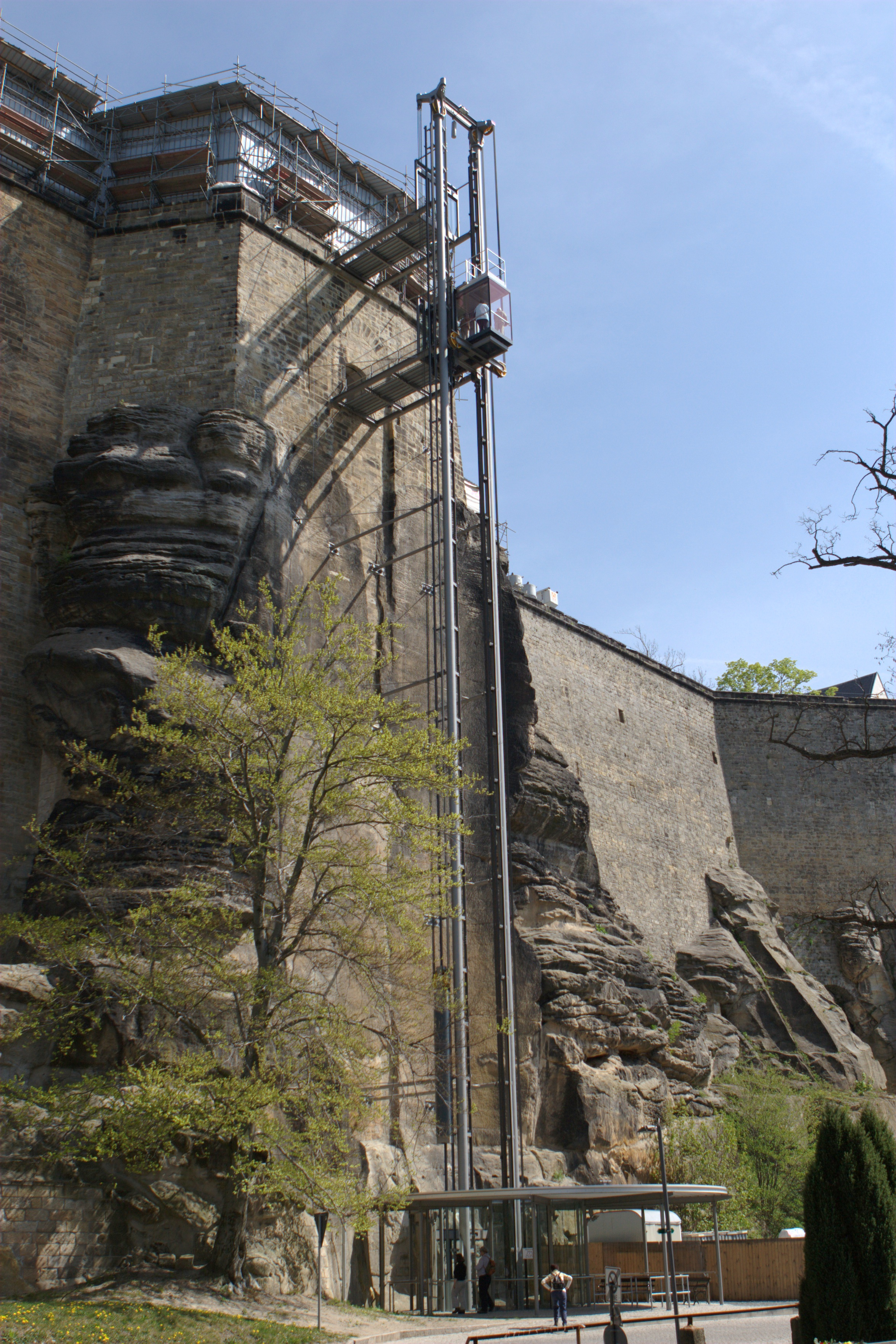
Panoramatický výtah na hradby

Pevnost se 29. května 1955 stala z turistického hlediska neocenitelným vojenským skanzenem, který je dnes pobočkou Vojenského historického muzea Bundeswehru v Drážďanech. V letech 1967 až 1970 byl postaven osobní a nákladní výtah pro 42 osob. V uplynulých desítkách let navštívilo pevnost přes půl milionů návštěvníků ročně a 14. října 2005 byl uvítán 25miliontý návštěvník.
V roce 2005 byl postaven druhý výtah, který přimknutý k hradbám, překonává panoramatickou kabinou pro 18 osob asi 42 metrů výšky. Jeho dolní stanice je osazena čekárnou. Náklady na pořízení se pro investora, Spolkovou zemi Sasko, vyšplhaly na 1,7 milionů eur. Provoz byl zahájen o Velikonocích v roce 2006. Celkové náklady, včetně sanačních prací, přišly Saskou pokladnu v roce 2006 na 2,2 milionů eur.
Pevnost je otevřena celoročně s výjimkou několika málo vybraných dní. Kromě samotné pevnosti jsou dostupné trvalé i tematické poznávací akce a okruhy.